# Хлор
Хлорът (от гръцки: χλωρος – зелен) е химичен елемент (неметал) от групата на халогените, който при нормални условия е под формата на газ със зеленикаво-жълт цвят и силно дразнеща миризма. Подобни на него елементи са F (флуор), I (йод), Br (бром) и At (астат). Поредният му номер е 17 и има атомна маса 35,453.
Хлорът се свързва директно с множество химични елементи, което е една от причините да не съществува в природата в чист вид. Някои от съединенията му (най-вече готварската сол) са изключително важни за живите същества. Хлорът и неговите съединения биват използвани при обеззаразяването на питейната вода. Хлорът е силно отровен – поразява дихателните пътища и предизвиква възпалението им, а при високи концентрации причинява и смърт.

## История
Хлорът е изолиран в чист вид и описан за пръв път през 1774 г. от Карл Вилхелм Шееле, който се счита за негов откривател. Името му е дадено през 1807 г. от Хъмфри Дейви, който го определил като отделен елемент. Той е и първият газ, който бива втечнен в лабораторни условия. Това прави Майкъл Фарадей.
На 22 април 1915 г. е използван за първи път като бойно отровно вещество, през Първата световна война. Край белгийското градче Ипър немците отворили 6000 метални балона, пълни с хлор. За минути се образувал огромен жълто-зелен облак, тежащ 180 тона, който бавно се придвижвал към позициите на френските войници. Смъртоносният газ проникнал във всички укрития. Хлорът поразил 15 000 души, 5000 от които загинали на място. Това била и първата химическа атака, която показала ефикасността и ужасяващите резултати от бойните отровни вещества.

## Физични свойства
| Цвят                  | зеленикаво-жълт                                 |
| Агрегатно състояние   | газ                                             |
| Миризма               | силно дразнеща и задушлива                      |
| Температура на топене | -102,4 °C                                       |
| Температура на кипене | -34 °C                                          |
| Разтворимост във вода | добра разтворимост, получава се хлорна вода     |
| Плътност              | 3.2 g/L                                         |
| Електроотрицателност  | 2,83                                            |
| Кондензация           | лесно се втечнява при високо налягане (600 kPa) |

## Химични свойства
Хлорът е силно активен неметал. Той взаимодейства с множество вещества. Проявява променлива валентност – от първа до седма. От халогенните елементи хлорът е втори по активност след флуора. При обикновена температура не реагира само с азота, кислорода, флуора, въглерода и благородните газове. Всички реакции с останалите елементи протичат, но не така бурно, както при флуора.

### Взаимодействие с прости вещества
При взаимодействието на хлора с водорода се образува хлороводород (водороден хлорид). Водният разтвор на хлороводорода е т.нар. солна киселина.
{\displaystyle {\ce {Cl2 + H2 -> 2HCl}}}
Хлорът не взаимодейства пряко с кислород. Той образува оксиди, но по косвен път.
Взаимодейства с метали като желязо, натрий, магнезий. При поръсването на загрени железни стърготини в цилиндър, пълен с хлор, се наблюдава бурна реакция, при която стърготините изгарят. Получава се жълто-кафяв дим от солта железен трихлорид (FeCl3). Поради интензивността на реакцията, тя е наречена „огнен дъжд“.
{\displaystyle {\ce {3Cl2 + 2Fe -> 2FeCl3}}}
При взаимодействието на хлор с натрий се получава натриев хлорид, който има йонно-кристален строеж.
{\displaystyle {\ce {2Na + Cl2 -> 2NaCl}}}
При взаимодействието с магнезий се получава магнезиев дихлорид.
{\displaystyle {\ce {Mg + Cl2 -> MgCl2}}}
Ако се пусне прах от сух червен фосфор в цилиндър, пълен с хлор, фосфорът се запалва. Цилиндърът се изпълва с бял дим от фосфорен трихлорид, който е силно отровен.
{\displaystyle {\ce {3Cl2 + 2P -> 2PCl3}}}

### Взаимодействие с химични съединения
При взаимодействието на хлор с вода се образува солна киселина и хипохлориста киселина.
{\displaystyle {\ce {Cl2 + H2O -> HCl + HClO}}}
Под въздействието на слънчевата светлина хипохлористата киселина се разлага, като се получават солна киселина и атомен кислород.
{\displaystyle {\ce {HClO -> HCl + O}}}
Атомният кислород е много активен. Той разрушава багрилата и убива микроорганизмите. Поради тази причина хлорната вода действа избелващо и дезинфекционно.
Хлорът реагира с редица основи. Реакцията му с натриева основа води до получаването на натриев хлорид, натриев хипохлорит и вода. Натриевият хипохлорит също се разлага под действието на слънчевата светлина, при което отново се получава силно активният атомен кислород. Натриевият хипохлорит представлява всекидневно използваната белина.
{\displaystyle {\ce {Cl2 + 2NaOH -> NaCl + NaClO + H2O}}}
Взаимодействието му с калиева основа е аналогично:
{\displaystyle {\ce {Cl2 + 2KOH -> KCl + KClO + H2O}}}

## Употреба, разпространение и получаване
Голямата химическа активност на хлора определя неговото голямо приложение. Чрез него се получава солна киселина, пластмаси, лекарства и препарати за растителна защита. Широко приложение намират и синтетичните хлорокаучуци. Хлорни органични съединения се добавят към боите, лаковете и смазките. В хладилната техника, както и за пълнене на метални контейнери под налягане (дезодоранти, парфюми и др.), се използват вещества наречени фреони, част от които са също хлорни съединения.
Поради голямата си химическа активност хлорът не се среща в свободно състояние в природата. Най-разпространени съединения са натриевият хлорид (морска сол, която се намира в големи количества в Световния океан), магнезиев дихлорид и калиев хлорид. Съединения на хлора има в човешкия организъм – в кръвната плазма, в стомашния сок, в потта.
Широката употреба на хлора налага той да се произвежда в големи количества. В промишлеността хлорът се произвежда от стопилка или разтвор на натриев хлорид, през които се пропуска постоянен електричен ток. В лабораторни условия може да се получи при взаимодействие на манганов диоксид или калиев перманганат със солна киселина:
{\displaystyle {\ce {4HCl + MnO2 -> MnCl2 + 2H2O + Cl2}}}
{\displaystyle {\ce {16HCl + 2KMnO4 -> 2MnCl2 + 2KCl + 8H2O + 5Cl2}}}
Реакциите са силно екзотермични, затова опитът се провежда при внимателно капене на солната киселина върху окислителя.

## Опасности
Хлорът е отровен газ, който действа дразнещо на дихателната система, очите и кожата. При вдишване на повече от 30 ppm хлорът реагира с влагата от белите дробове, образувайки смес от хлороводородна и хипохлориста киселини, които водят до неприятни ефекти като кашляне, кихане и давене. При дози над 60 ppm настъпва увреждане на белодробната тъкан, а дози над 100 ppm могат да доведат до смърт след няколко вдишвания.
Хлорът е силен окислител. Реакцията му със силнозапалими вещества може да причини експлозия и пожар.
Фреоните, част от които са хлорни съединения, се разлагат под действието на слънчевите лъчи. Освободеният атомен хлор взаимодейства с озона (O3) от озоновия слой, водейки до неговото изтъняване и разрушаване.